# Ragana
Ragana (litauisch und lettisch, „Hexe“) ist eine böswillige weibliche Figur – Hexe – in der baltischen Mythologie. Gewisse Eigenschaften verbindet sie mit der den Menschen eher wohlgesonnenen Lauma. In manchen Erzählungen vereinen sich ihre Verhaltensweisen in der Figur Laume-Ragana.

## Märchenhexe
In der Rolle als Märchenhexe unterscheidet sich Ragana nicht von anderen europäischen Märchenhexen, ist aber mehr im mystischen verhaftet und hat nicht die starke Konnotation einer hässlichen, alten Frau, die Tränke braut. In dem lettischen Märchen Lāčplēsis der Bärenreißer ist sogar von der „schönen Hexe Spīdala“ die Rede. Sie hat kannibalistische Züge, neigt dazu Kinder zu entführen und ist übermenschlich. Zur Ragana gelangt man, indem man wie im Märchen Frau Holle durch einen Brunnen fällt oder tief in den Wald geht.
Auch der Hexentanz auf Hügeln ist gut bekannt. Hexen sind besonders aktiv zu den Kalenderfesten, wie Sonnenwende, Ostern, Weihnachten.

## Hexenprozesse
In den Akten zu den Hexenprozessen des 16. bis 18. Jahrhunderts werden die angeklagten Personen zumeist nicht ragana genannt, sondern als Beschwörerin oder Schwarzbuchkundige bzw. Entsprechungen bezeichnet. Die Akten wurden zumeist auf Kanzleislawisch, Polnisch oder Lateinisch verfasst. Anklagegründe waren Schadenzauber gegenüber Vieh, Ernteverlust, Krankheiten, falsche Heilbemühungen, Liebeszauber.

## Neuheidentum
Nahezu jeder Beitrag über die Hexe beginnt mit einem Verweis auf die populäre Etymologie. Es heißt, dass ragana von (lit.) regėti 'sehen, wahrnehmen' abgeleitet wurde und diese daher in der heidnischen Religion einst eine Seherin war. Entsprechend wird Ragana als Selbstbezeichnung von Wicca Hexenzirkeln verwendet.
Bereits A. J. Greimas hat darauf aufmerksam gemacht, dass diese Etymologie nicht mit der Folklore in Einklang zu bringen ist. Ein neuer Vorschlag sieht Ragana als Gespenst oder Vision, insbesondere die Erscheinung einer verstorbenen Person. In der baltischen Folklore wird der Traum als eine aktive Handlung der geträumten Person dargestellt.